# Гвоздев, Алексей Алексеевич
Алексе́й Алексе́евич Гво́здев (1897—1986) — советский учёный в области теории железобетона, организатор первой в СССР лаборатории железобетонных конструкций и её бессменный руководитель на протяжении почти 60 лет. Один из основателей отечественной научной школы расчета и проектирования железобетонных конструкций, разработчик метода расчёта по предельным состояниям и теории расчёта статически неопределимых линейных и плоскостных железобетонных конструкций методом предельного равновесия.
Вместе с профессорами А. Ф. Лолейтом и В. И. Мурашовым основал научную школу теории железобетона.

## Биография
Родился 27 апреля (9 мая) 1897 года в селе Богучарово (ныне Киреевский район, Тульская область). В 1922 году окончил Московский институт инженеров путей сообщения.
Действительный член АСА СССР. Доктор технических наук, профессор. Являлся членом редакционной коллегии журнала «Бетон и железобетон».
Имя Алексея Алексеевича Гвоздева присвоено НИИ бетона и железобетона.
Умер 22 августа 1986 года. Похоронен в Москве на Ваганьковском кладбище.

## Награды и премии
- Сталинская премия третьей степени (1951) — за разработку и внедрение в строительство горячекатанной арматуры периодического профиля для железобетона
- два ордена Ленина
- орден Трудового Красного Знамени
- орден Красной Звезды
- медаль Гюстава Тразенстера за вклад в разработку метода расчета по предельным состояниям от Бельгийского инженерного общества (1967)
- Герой Социалистического Труда (1971)
- заслуженный деятель науки и техники РСФСР (1967)
- Пожизненный почётный член Европейского комитета по бетону и железобетону (1980)